# أندرو هاريس (لاعب كرة قدم كندية)
أندرو هاريس هو لاعب كرة قدم كندية كندي، ولد في 24 أبريل 1987 في وينيبيغ في كندا.